# Juan Carlos Montiel
Juan Carlos Montiel (Montevideo, 12 de novembre de 1965) és un boxejador uruguaià retirat que va competir en representació del seu país durant els Jocs Olímpics d'Estiu de 1988, a Corea del Sud.
Montiel va guanyar una medalla de bronze als Jocs Panamericans de 1987 quan encara era un boxejador amateur. Conegut popularment com el "Tito", va fer el seu debut professional el 15 d'octubre de 1993 en derrotar a Luiz Augusto Ferreira.